# Edmonton (Kentucky)
Edmonton és una població dels Estats Units a l'estat de Kentucky. Segons el cens del 2000 tenia 1.586 habitants.

## Demografia
Segons el cens del 2000, Edmonton tenia 1.586 habitants, 686 habitatges, i 410 famílies. La densitat de població era de 215,6 habitants/km².
Dels 686 habitatges en un 28,7% hi vivien nens de menys de 18 anys, en un 39,1% hi vivien parelles casades, en un 17,5% dones solteres, i en un 40,1% no eren unitats familiars. En el 37,2% dels habitatges hi vivien persones soles el 20,7% de les quals corresponia a persones de 65 anys o més que vivien soles. El nombre mitjà de persones vivint en cada habitatge era de 2,13 i el nombre mitjà de persones que vivien en cada família era de 2,77.
Per edats la població es repartia de la següent manera: un 22,6% tenia menys de 18 anys, un 8,3% entre 18 i 24, un 22,6% entre 25 i 44, un 21,6% de 45 a 60 i un 24,8% 65 anys o més.
L'edat mediana era de 42 anys. Per cada 100 dones de 18 o més anys hi havia 69,8 homes.
La renda mediana per habitatge era de 18.807 $ i la renda mediana per família de 27.763 $. Els homes tenien una renda mediana de 24.671 $ mentre que les dones 18.646 $. La renda per capita de la població era de 14.384 $. Entorn del 29% de les famílies i el 31,8% de la població estaven per davall del llindar de pobresa.

## Poblacions més properes
El següent diagrama mostra les poblacions més properes.